# Старокиївський провулок
Староки́ївський прову́лок — провулок у Шевченківському районі міста Києва, місцевість Шулявка. Пролягає від вулиці Віктора Ярмоли до Кирило-Мефодіївської вулиці.

## Історія
Провулок виник на межі XIX — XX століття під назвою Ольгинський. До 1955 року складав єдину вулицю з теперішнім Мефодіївським провулком, у 1-й половині XX століття простягався до теперішньої Ростиславської вулиці. Сучасну назву набув 1955 року.
Забудова провулка сягає 1950-х років.

## Зображення

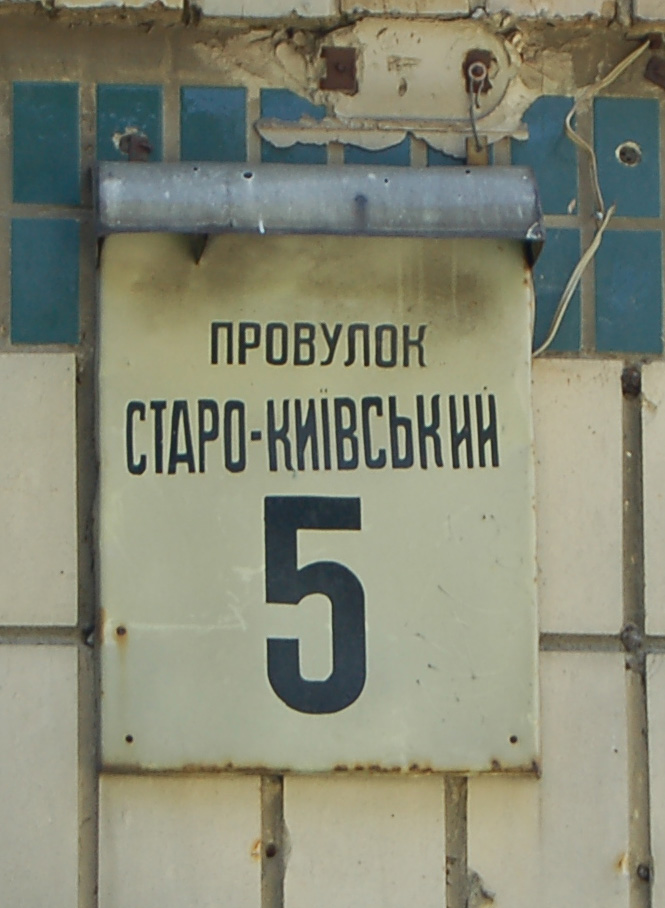
Стара адресна табличка з дефісом у назві